# Último Dragón
Yoshihiro Asai (japanska: 浅井嘉浩), född 12 december 1966, är en japansk fribrottare och skådespelare, som är mest känd under sitt ringnamn Último Dragón (japanska: ウルティモ・ドラゴン). Förutom japansk fribrottning har han också tränat  lucha libre medan han arbetade i Mexiko. Han är känd för manövern Asai Moonsault.
Asai är den enda fribrottaren i världen som har haft elva titlar samtidigt. Han hade redan vunnit  NWA Middleweight Championship, WCW Cruiserweight Championship och WAR World Six-Man Tag Team Championship när han i oktober 1996 vann J-Crown Championship, som omfattade åtta titlar i lättare viktklasser från fribrottningsorganisationer runt om i världen, och blev den mest dekorerade fribrottaren i världen.
Último Dragón betyder "Den sista draken" på spanska, men när Asai började tävla hos World Championship Wrestling (WCW) år 1996, översattes ringnamnet felaktigt till The Ultimate Dragon. Först efter flera månaders tävlingar återfick han sitt spanska namn.

## Meriter
Último Dragón har gått mer än 2 100 matcher och vunnit 66 % av dem.
Bland betydande titlar kan nämnas:
- NWA Middleweight Championship
- WCW Cruiserweight Championship (2 gånger)
- J-Crown Championship